# Philippe Monnier (réalisateur)
Pour les articles homonymes, voir Philippe Monnier et Monnier.
Philippe Monnier, né le 27 mars 1937 à Nantes et mort le 6 mai 2023 à Paris, est un réalisateur et scénariste français.

## Biographie
Il est inhumé au cimetière du Père-Lachaise (division 53).

## Filmographie

### Réalisateur

#### Cinéma
- 1972 : La Guerre d'Algérie (coréalisateur : Yves Courrière)
- 1977 : Monsieur Papa
- 1980 : Brigade mondaine : Vaudou aux Caraïbes

#### Télévision
- 1980 : Les Héritiers (série télévisée, 1 épisode)
- 1982 : Le Sud
- 1984 : Péchés originaux
- 1984 : Des grives aux loups
- 1987 : Les enquêtes Caméléon
- 1989 : A Tale of Two Cities (téléfilm)
- 1989 : Bonne espérance
- 1991 : L'Enfant des loups
- 1991 : Seulement par amour : Jo (La Moglie nella cornice)
- 1992 : La Cavalière
- 1993 : La Dame de Lieudit
- 1994 : Jalna
- 1995 : La Veuve de l'architecte
- 1999 à 2006 : Joséphine, ange gardien (série télévisée, 6 épisodes)
- 1997 : Un homme digne de confiance
- 1999 à 2002 : Une femme d'honneur (série télévisée, 6 épisodes)
- 2001 : Un cœur oublié
- 2003 : La Deuxième Vérité
- 2002 à 2005 : Père et Maire (série télévisée, 3 épisodes)
- 2005 : Le Temps meurtrier (téléfilm)
- 2007 : Coupable
- 2010 : Les Méchantes

### Assistant réalisateur
- 1964 : Monsieur de Jean-Paul Le Chanois
- 1965 : L'Arme à gauche de Claude Sautet
- 1966 : Le Saint prend l'affût de Christian-Jaque
- 1966 : Carré de dames pour un as de Jacques Poitrenaud
- 1967 : Peau d'espion d'Édouard Molinaro
- 1967 : Oscar d'Édouard Molinaro
- 1968 : Vivre la nuit de Marcel Camus
- 1969 : Z de Costa-Gavras
- 1969 : Hibernatus d'Édouard Molinaro
- 1969 : Mon oncle Benjamin d'Édouard Molinaro
- 1973 : Les Granges brûlées de Jean Chapot
- 1973 : L'Emmerdeur d'Édouard Molinaro
- 1974 : L'Ironie du sort d'Édouard Molinaro
- 1974 : Le Mouton enragé de Michel Deville
- 1975 : Le Téléphone rose d'Édouard Molinaro
- 1976 : Monsieur Klein de Joseph Losey
- 1979 : Les Enquêtes du commissaire Maigret, épisode Liberty Bar de Jean-Paul Sassy

### Scénariste
- 1977 : Monsieur Papa